# Rosenthal (Hesse)
Pour les articles homonymes, voir Rosenthal.
Rosenthal est une municipalité allemande située dans l'arrondissement de Waldeck-Frankenberg et dans le land de la Hesse. Elle se trouve à 11 km au sud-est de Frankenberg et à 18 km au nord-est de Marbourg.